# Adam Menelaws
Adam Menelaws, född cirka 1749 i Skottland, död november 1831, var en brittisk-rysk arkitekt.
Menelaws är känd för att ha introducerat nygotiken i Ryssland.[källa behövs]
År 1784 blev han inbjuden till Ryssland för att arbeta vid Tsarskoje Selo tillsammans med Charles Cameron. Mellan 1785 och 1793 arbetade Menelaws för Nikolai Aleksandrovitj Lvov med olika konstruktionsprojekt. 
År 1798 blev Menelaws arkitekturlärare vid den praktiska jordbruksskolan i Tsarskoje Selo. När Lvov dog 1803, lät Menelaws rita en privat byggnad i Ukraina och en i Moskva.
I början av 1819 arbetade Menelaws allt oftare i en gotisk stil men kombinerade den även med andra stilar, exempelvis i mejeripaviljongen i Tsarskoje Selo.